# Zonsé
Zonsé ist sowohl eine Gemeinde (französisch commune rurale) als auch ein dasselbe Gebiet umfassendes Departement im westafrikanischen Staat Burkina Faso, in der Region Centre-Est und der Provinz Boulgou. Die Gemeinde hat in 23 Dörfern 19.993 Einwohner.